# سيريزى بك
سيريزي بك
مهندس معماري فرنسي
ولد عام 1789 في باريس
و استعان به محمد علي باشا لتصميم قصوره ب القاهرة و من أهم أعماله الذي قام بتصميمها بحرفية شديدة وعلى تراز أوروبي هو قصر رأس التين
توفاة في اليونان عام 1855 و انتقل جثمانه إلى باريس حيث دفن هناك
سيريزي بك هو منشئ الترسانة والأسطول المصري كان محمد علي باشا يعتز به ويغمره بعطفه فيقول عندما يتكلم عنه: «لقد أرسلت فرنسا إلي مصر الرجل العبقري الذي أنشأ في بحر ثلاث سنوات أسطولا عظيما وترسانة واسعة الأرجاء».[1]
وصل إلي مصر سنة 1829 وكان مهتما قبل ذلك التاريخ ببناء بعض القطع البحرية التي أوصي بها محمد علي في ميناء طولون. فاختارته الحكومة الفرنسية لإنشاء ترسانة الإسكندرية. وخوله محمد علي سلطة مطلقة لإنجاز العمل في أقرب وقت وكان يقدم إليه معونة فعالة. وفي سنة 1835 دب الخلاف بين سيريزي بك و بيسون بك مما أدي إلي غضب الأول وتقديم استقالته، وحاول محمد علي عبثا إقناع مهندسه بسحب استقالته فلم يوفق وأظهر أسفه لهذا القرار المفاجئ.